# 香取神社 (埼玉県杉戸町大字倉松)
香取神社（かとりじんじゃ）は、埼玉県北葛飾郡杉戸町の神社。

## 歴史
創建年代は不明である。ただ江戸時代後期の地誌『新編武蔵風土記稿』に記載されていることから、その頃には既に存在していたものと推測される。近くの延命院が別当寺であった。そういう経緯もあり、当社の拝殿には仏具の一種の鰐口が掛けられている。かつては本地仏として十一面観音像もあったが、現在は不明となっている。
1873年（明治6年）、近代社格制度に基づく「村社」に列せられ、1893年（明治26年）に3社を、1906年（明治39年）に4社が合祀された。
祭神の経津主命が武神であったことから、当地の出征兵士は当社で武運長久を祈願したという。社殿内には復員兵士による「香取社」の扁額が納められている。

## 交通アクセス
- 東武動物公園駅より徒歩19分。